# 木の城たいせつ
株式会社木の城たいせつ（きのしろたいせつ）は、北海道夕張郡栗山町にある住宅販売会社。
2008年3月5日付で事業を停止した、旧木の城たいせつの事業を、大阪の住宅メーカー「創建」が引き継いで創立した会社である。関連会社に木材加工、住宅施工を手掛ける「株式会社たいせつ」がある。
本項では旧木の城たいせつについても記述する。

## 旧・木の城たいせつ
北海道の木材を使用して､北海道向けの木造注文住宅を建築。施工エリアは北海道内で､約19000棟を建築した。同社の住宅は「木の城」と名付けられていた。
「冬に強い本物100年住宅」がアピールポイントで、「日本における北方圏に位置する北海道は他地域の基準とは異なる､北海道に合った住まいがあるべき」をモットーとした。北海道産材を中心とする自然素材にこだわった健康性能や、100年長持ちの耐久性、寒さや雪、暖房対策などが特長である。特に無落雪建築（無落雪屋根を施した住宅）のパイオニアであった。
また、同社のシンクタンクである冬総合研究所が、産学官によるプロジェクトに参画し、化学物質過敏症転地住宅を建築して旭川市に寄贈するなども行った。
栗山町に約65000坪の生産拠点「もったいないランド」を有し、原木生産から製材・加工・設計・管理・施工・アフターサービスまで全て自社直営で行っていた。住宅メーカーでは珍しく、下請けは一切使っていないのが特徴であり、北海道では季節業である建築業界において、31年前から一貫して冬期間の施工も行っていた（通年施工・通年雇用）のも大きな特徴。
創業者の山口昭は、宮大工に弟子入りして、日本の伝統建築の精神を学んだ後、注文住宅を手がけた。そして、伝統の匠の技術や知恵と、生産機械など近代技術の両方を生かし、トータルシステムと呼ばれる独自の生産・建築システムを構築した。その原点には、彼が祖父母や両親、故郷などから受け継いだ「もったいない精神」があり、もったいないの実践基地とも評価されていた。
1992年に参加した世界環境会議「グローブ'92」で「持続可能な開発を実践する21世紀のモデル企業」と絶賛されて以来、国内外から注目を集める。地域循環型、「もったいない」の実践企業として、経営者から行政関係者、ジャーナリスト、研究者など視察者が相次ぐ。2006年には当時の小泉純一郎内閣総理大臣も栗山総合メーカー基地を視察し、「日本が世界に誇れる企業だ」とコメントしている。
北海道ではテレビCMも長年親しまれていた。最もテレビCMを提供していた番組は『HBCフラッシュニュース』（金・土・日、20:54〜21:00）と『STVニューススポット』（同じ日時）だった。
しかし、2002年の売上高（約195億8千3百万円）と比較すると、2007年の売上高はその半分以下（約94億6千6百万円）にまで減少。2008年2月にはそれまで2005年より取締役会長を務めていた山口昭を代表取締役社長に再び就任させ、会社の再生に取り組んでいたものの、2008年3月5日、事業停止と報道される。同月10日、グループ会社3社を含めた自己破産を札幌地方裁判所に申請、同月21日に破産手続きの開始が決定した。負債総額はグループ企業を合わせて120億円超になる見込み。従業員566人は破産手続き開始前の15日に全員解雇された。一因に改正建築基準法により遅延となった工事の着工、消費の伸び悩み等が挙げられている。
破たん当時、新築、リフォーム合わせて400件以上の工事を請け負っていたが、同社は建築会社倒産に備える「完成保証制度」に加入しておらず、すべて未完成のまま中断された。顧客への代金返還の目途も立っていないが、新聞報道によると破たんの1年前から顧客に大幅な値引きを持ちかけて代金振り込みを急がせていたケースが数多くあったとされる。
2009年9月11日、北海道労働局は従業員に賃金を支払わなかったとして労働基準法違反容疑で「木の城たいせつ」などグループ4社とその社長3人『山口昭（旧・木の城たいせつ　創業者)、三浦清司（旧・北匠　社長/　現・しんせつ　社長)、玉熊幸美（旧・匠一　社長）』を書類送検（その後嫌疑不十分として不起訴処分）。
かつての営業所
- 札幌、千歳、滝川、小樽、倶知安、旭川、函館、室蘭、苫小牧、帯広

かつての展示場
- 北海道マイホームセンター（札幌会場、札幌森林会場、札幌南会場、旭川会場、函館会場、帯広会場）
- STVハウジングプラザ（宮の沢）

木の城たいせつ社内（すべて閉鎖）
- もったいないランド（夕張郡栗山町旭台1-15）
- 空知（滝川市流通団地1-1-15）
- 岩見沢（岩見沢市9条東6丁目1-4）
- 江別（江別市高砂町34-11）
- 千歳（千歳市清水町6丁目26-5）
- 苫小牧（苫小牧市双葉町3丁目9-2）
- 小樽（小樽市若竹町7-2）
- 倶知安（倶知安町北4条東9丁目）

## 現・木の城たいせつ
2009年3月、大阪の住宅メーカー「創建」が、栗山町の旧木の城たいせつ本社跡地に住宅販売会社「株式会社きのしろ」と、建設施工会社「株式会社たいせつ」の2社を設立。創建によると、旧従業員や木の城ユーザー、北海道、栗山町から事業継続への支援要請があったとされる。旧本社施設を引き取ると共に、旧従業員を50名ほど採用し、創建が持つ外断熱住宅のノウハウと「木の城」の技術を組み合わせた新築住宅販売を手がけるほか、既存の「木の城たいせつ」の住宅のメンテナンスとリフォームを請け負う事を表明。また、旧木の城たいせつと契約しながら未完成となっていた住宅の建設も採算度外視で引き継ぐとした。
同年9月11日から栗山町の工場を再稼働し、栗山町の工場で保持している宮大工の技術を駆使した頑丈な構造躯体の技術を継続し、さらに住宅の断熱構造を付加断熱工法（内断熱構造と外断熱構造の両方を採用した）に変更し断熱構造を向上させた、新しい木の城の住宅「Eco未来100」の商品名で新築住宅販売を開始。「木の城」は一見して判る独特のデザインを採用していたが、新しい木の城の住宅『Eco未来100』はデザインにおいても変更した。
2011年6月8日、商標区分42類（建築物の設計）において、標準文字『木の城』の商標を保持している栗山町の工場の技術を継承した「株式会社きのしろ」が、社名を「株式会社きのしろ」から、「株式会社木の城たいせつ」に変更し、“木の城たいせつ”ブランドの復活を宣言。尚、現“木の城たいせつ”は、株式会社創建の支援を受け、工場に有る建築技術やノウハウを継承し、新築住宅の生産・販売や、既存木の城たいせつの住宅の総合リフォーム/メンテナンス/増改築など行い、旧木の城たいせつの社員らによって運営されている。
同年現在においては、再生当初に発表した『Eco未来100』にとどまらず、一次取得者向け住宅のSoloHaus（ソロハウス）Series　/ 平屋タイプT1、二階建てタイプT2、左3階建てタイプのT3、2階建てファミリータイプのT2βの販売を開始している。同年度、札幌商工会議所の認証している“北のブランド”を、現状販売されている「SoloHaus」、栗山町のある本社工場にて生産される木の城たいせつ独自の工法「耐雪工法」、そして、栗山町の本社工場の生産循環システム「木の城たいせつ」の3つの事柄に関して、ものづくり部門において認証を受けた。これは、札幌商工会議所が“北のブランド”の認証制度を2004年度にスタートさせた際に、旧・木の城たいせつで取得した「白い木の城」以来、2回目の取得となる。
2012年2月28日より、創業以来50年以上で初めてとなる総合リフォームサービスを開始し、本来の住宅のメンテナンスやアフターサービスに加えて、木の城たいせつ住宅の構造や骨組みが頑丈で丈夫である為に、新しい世代の居住者の方の思いにマッチングさせて、木の城たいせつの住宅の中古市場を円滑に活性化させるべく、増改築・フルリノベーション・基礎だけ残した建て替えなどの、住宅に関しての木の城たいせつの住宅の総合リフォームサービスをスタート。同年6月9日にはSoloHaus Seriesのリニューアルを行うべく、年内SoloHausの販売後、「SoloHous2（ソロハウス２）」のみの販売を開始。さらに8月には、旧・木の城たいせつ時代より会社のポリシーとして取り組んできた“地産地消”の考えを再スタートさせるべく、道産材100%住宅の販売を開始し、同月5日に、新生・木の城たいせつが再生して3年間すべてのお世話になったお客様への大感謝祭を栗山の木の城たいせつ本社工場で実施。12月には、従来2世代・3世代住宅を中心としてきた大型住宅ではなく、核家族化により住宅の広さに無駄の出てしまったり、建物の老朽化による光熱費の問題を対処すべく、シニア世代のお客様を中心として、また、初めて購入されるお客様へ、坪単価の高いといわれてきた平屋住宅を性能を維持しながら、リーズナブルにということに特化し、道産材100%のあったかい平屋住宅を1000万円で販売のスタートを行った。
2013年に、あったかい平屋に加えて、あったかい一部二階の家や、あったかい二階建ての家「あったかい家たち」として、それぞれ、平屋の1000万円に加えて、1090万円、1180万円で販売を行っている。同年3月には、道産材100%のみを使用した住宅販売を行う一方で、北海道の木材の樹種の特性を生かした住宅づくりを目指すべく、北海道の道南に生息している北海道の道南杉をふんだんに使用した、「香りただよう北海道の杉の家」の販売を開始。7月には、一次取得者の住宅購入者によりリーズナブルに、また、デザイン性を高くした商品を提案するべく、ダブル断熱＋道産材100%＋デザインを兼ね備えた商品「ZERO(ゼロ)」の販売をスタート。
2016年4月末に、「北海道家具事業部」を立ち上げ、大手ネットショッピングサイトである楽天市場内に「北海道家具」として出店を開始。北海道育ちの木材のみを使用した商品のラインナップ仕様とし、主にカラマツ材を使用した商品開発を開始。収納家具やTVボード、花台等々、実用性の高い商品の販売を行っている。
2015年に建築した北海道札幌市南区に古くより在る伊勢神宮信仰の石山神社の建て替えを行ったことを初めとし、神社仏閣の建築技術を全国国内に広く提供して行くために、親会社の創建グループとともに、毎年一社出雲大社の第84代目の千家宮司のご指定のもと、無償で神社の寄贈を行う、震災被災神社復興プロジェクトと立ち上げる。2018年は熊本地震で被災した熊本県西原村の白山姫神社、2019年は東日本大震災で被災した福島県浪江町の諏訪神社（両竹諏訪神社）、2020年は東日本大震災の津波で被災した宮城県名取市の閖上湊神社を再建。
2020年6月5日より、TV CMを開始。また、木の城たいせつ独自の新基準とこだわりをすべてのお客様に均等にご提供するための年間最大供給可能数を50棟として販売することを開始している。

## 沿革
前史
- 1950年 創業者の山口昭が、8歳で“木の事業家”を志し、宮大工修行に入る。禅寺建立、劇場、学校などを手掛ける。
- 1953年 山口が木の事業家を志して起業。
- 1959年 興成建設設立
- 1960年 匠建設設立
- 1965年 火災で匠建設全焼
- 1965年 弘匠建設株式会社設立
- 1966年 新川工場（札幌）建設
- 1968年 耐雪構業株式会社設立
- 1970年 「無落雪建築」の専業化

初代木の城たいせつ
- 1974年 耐雪ハウス株式会社設立
- 1975年 株式会社耐雪ハウス事業設立
- 1978年 「住財高度加工物流センター」完成（栗山町）
- 1988年 株式会社木の城たいせつ設立。「耐雪ハウス事業」社名変更。「トータルライフ開発センター」完成
- 1989年 株式会社木の城たいせつ本社所在地移転（札幌→栗山）。「天然素材開発センター」完成。「手づくり心のCI」スタート
- 1992年 世界環境会議「グローブ92」参加（カナダ）。北米・モンタナ大学との共同研究開始。道産材100%新基準開発
- 1993年 「国際環境総合研究所」発足
- 1994年 「もったいない」出版（山口昭著）
- 1995年 「冬生活総合研究所」発足
- 1996年 カナダ・ブリティッシュコロンビア大学との共同研究開始。ハーバード大学が山口昭に「ジョン・ハーバード・フェロー」を授与
- 1997年 株式会社冬総合研究所設立
- 1998年 ハーバード大学公衆衛生大学院に「山口昭プロフェッサーシップ」創設
- 2001年 冬に強い本物100年住宅「白い木の城」開発。化学物質過敏症研究住宅（旭川）完成
- 2004年 札幌商工会議所が認証する「北のブランド」第一回において、“白い木の城”で認証を受ける
- 2005年 山口が会長に就任。佐藤義礼代表取締役に就任
- 2008年 山口が社長に復帰
- 2008年
  - 3月5日　事業停止
  - 3月10日　自己破産申請（札幌地方裁判所）
  - 3月21日　破産手続開始決定（札幌地方裁判所）

事業継承後
- 2009年 大阪の株式会社“創建”の支援により、“株式会社きのしろ”と、“株式会社たいせつ”として、事業を再スタート。
- 2010年 ミキハウス子育て総研の認定を取得
- 2011年 6月8日に、商標区分42類（建築物の設計）において、標準文字『木の城』の商標を保持している栗山町の工場の技術を継承した「株式会社きのしろ」が、社名を「株式会社きのしろ」から、「株式会社木の城たいせつ」に変更し、“木の城たいせつ”ブランドの復活を宣言。尚、現“木の城たいせつ”は、株式会社創建の支援を受け、工場に有る建築技術やノウハウを継承し、新築住宅の生産・販売や、既存木の城たいせつの住宅のリフォーム/メンテナンス/増改築など行い、旧木の城たいせつの社員らによって運営されている。
- 2011年 SoloHausという一次取得者層向けの商品を販売しており、タイプとして平屋タイプのT1、2階建てタイプのT2、3階建てタイプのT3、二階建てファミリータイプのT2βをシリーズ商品として取り揃えている。
- 2011年・2012年 札幌商工会議所が認証する「北のブランド2012」において、2004年度に“白い木の城”で認証を受けて以来2度目るなる認証を、注文住宅商品「Solohaus」、栗山町の本社工場にて生産している木の城たいせつ独自の「耐雪工法」、そして、栗山町の本社工場の生産循環システム「木の城たいせつ」の3つにおいて認証を受ける。
- 2012年2月28日に、住宅のアフターメンテナンスのみならず、既存木の城たいせつの住宅の活性化を図るべく、また、既存住宅にお住まいの方に、住まいの変化に合わせた住まい図クリを提供するべく、木の城たいせつの住宅の総合リフォームサービスをスタートしている。
- 2012年3月14日に、Solo Haus＋HIT(太陽光）に続き、SoloHaus series のニュータイプである“T2G”（2階建+ビルトイン駐車場）の販売をスタートしている。
- 2012年6月9日に,Solo Haus series のリニューアルを行い、更に低燃費で高性能なSolo Haus 2の商品の販売をスタートしている。
- 2012年8月に,旧・木の城たいせつ時代より、木の城たいせつとして重点を置きてきた、“地産地消”の理念をもとに、道産材100%住宅の販売をスタート。
- 2013年12月に、あったかい平屋に加えて、あったかい一部二階の家や、あったかい二階建ての家「あったかい家たち」として、それぞれ、平屋の1000万円に加えて、1090万円、1180万円で販売を行っている。
- 2012年3月には、道産材100%のみを使用した住宅販売を行う一方で、北海道の木材の樹種の特性を生かした住宅づくりを目指すべく、北海道の道南に生息している北海道の道南杉をふんだんに使用した「香りただよう北海道の杉の家」の販売を開始。
- 2013年7月には、一次取得者の住宅購入者によりリーズナブルに、また、デザイン性を高くした商品を提案するべく、ダブル断熱＋道産材100%＋デザインを兼ね備えた商品「ZERO(ゼロ)」の販売をスタート。
- 2016年4月には、「北海道家具事業部」を立ち上げ、顧客のニーズに合った家具を製造販売を開始し、大手ネットショッピングサイトである、「楽天市場」にて出店をする。北海道育ちの木材のみを使用する事に特化し、数々の商品を開発する。
- 2018年 震災被災神社復興プロジェクトを開始。
- 2020年6月よりテレビCMを再開している。

## テレビCM
1988年より木の城たいせつの歌を採用。1990年にリメイクしており、2020年6月に復活している。